# HD 69080
HD 69080，又名CD-31 5742，SAO 198972、HR 3239，是一颗恒星，视星等为6.06，位于銀經250.52，銀緯1.35，其B1900.0坐标为赤經8h 10m 13.7s，赤緯-31° 1.35′ 14″。